# 圣但尼区 (塞纳-圣但尼省)
圣但尼区（法語：Arrondissement de Saint-Denis）是法国法蘭西島大區塞纳-圣但尼省所辖的一个区。总面积47.4平方公里，总人口440113，人口密度9285人/平方公里（2018年）。主要城镇为圣但尼。

## 辖区
圣但尼区辖有9个市镇。